# Aspicilia californica
Aspicilia californica är en lavart som beskrevs av Rosentr. Aspicilia californica ingår i släktet Aspicilia och familjen Megasporaceae.   Inga underarter finns listade i Catalogue of Life.